# Blaukopfara
Der Blaukopfara, auch Gebirgsara (Primolius couloni), ist eine Papageienart der Gattung Kleinaras. Der englische Zoologe Philip Lutley Sclater benannte 1876 den Blaukopfara zu Ehren des Schweizer Museumsdirektors Louis Coulon. Einige Forscher führen den Blaukopfara auch als Propyrrhura couloni. 

## Beschreibung
Primolius couloni wird 40 bis 42 cm groß. Männchen und Weibchen sind äußerlich identisch.
Der Kopf ist blau, der Körper insgesamt grün. Die Flügeldecken und Handschwingen sind ebenfalls blau, die Schwanzfedern rotbraun mit bläulichen Spitzen, deren Unterseite olivgelb. Der nackte Bereich zwischen Augen und Schnabel ist schwarz, die Füße fleischfarben. Die Iris ist gelb mit einem orangen Ring. Der Schnabel ist am Ansatz schwarz und wird zur Spitze hin weiß. Bei Jungtieren sind der Schnabel  und die Füße komplett schwarz.

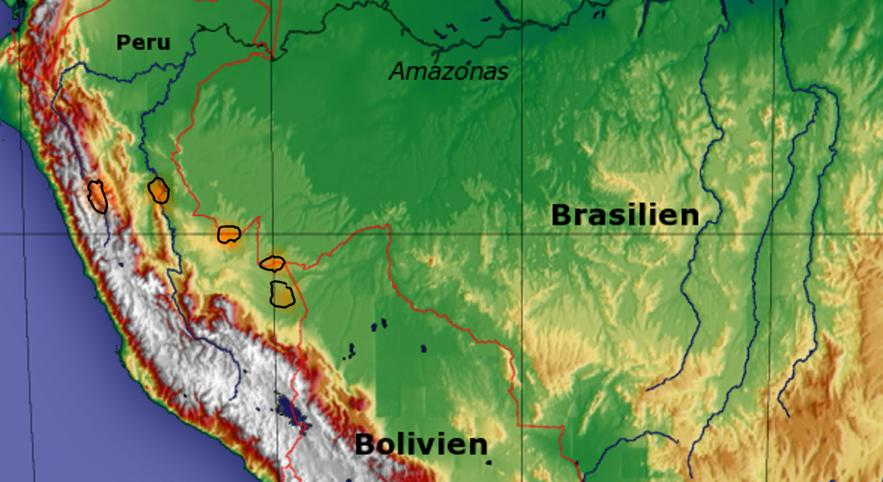
Verbreitungsgebiet des Blaukopfara

## Verbreitung
Der Blaukopfara kommt in Ost-Peru, West-Brasilien und Nord-Bolivien vor. Er lebt hauptsächlich im Regenwald, dort aber auch gerne auf Rodungsflächen und in Siedlungsgebieten. Er kommt bis in Höhen von 1300 m vor.

## Verhalten
Außerhalb der Brutzeit sieht man den Blaukopfara meistens zu zweit oder zu dritt. Obwohl er gerne in der Nähe von Menschen lebt, ist nicht viel über sein Verhalten bekannt. Ähnlich anderen Kleinara-Arten ernährt er sich von Nüssen, Sämereien und Früchten. 
Die Weibchen legen meistens drei bis vier Eier, die 24–26 Tage bebrütet werden. Nach dem Schlüpfen bleiben die Jungen noch 90 Tage im Nest und sind dann nach fünf bis sechs Monaten selbständig.